# WIV Liga Premier
La WIV Provo Premier League, llamada Provo Premier League por razones de patrocinio, es la Liga de fútbol más importante en las Islas Turcas y Caicos. 
Debido a las condiciones del territorio, todos los partidos se juegan en el TCIFA Stadium en Providenciales con capacidad para 3.000 espectadores.

## Formato
Desde la temporada 2019-20 la liga cambió el formato a dos torneos cortos llamados Apertura y Clausura donde los siete equipos se enfrenta una vez contra cada rival y los campeones de cada torneo se enfrentan en una final para determinar al ganador de la temporada. La liga es el único nivel en el futbol del territorio, por lo que no hay descenso a otra liga; sin embargo no se sabe a qué se debe el cambio de equipos de una temporada a otra.
El equipo campeón obtiene la oportunidad de clasificación a la CONCACAF Caribbean Club Shield.

## Equipos Temporada 2024-25
| Equipo                  |
| ----------------------- |
| Academy Eagles FC       |
| Beaches FC              |
| Cheshire Hall           |
| Provo United SC         |
| SWA Sharks              |
| Teachers FC             |
| Teachers Young Strikers |

## Campeones
| Temporada | Campeón                |
| --------- | ---------------------- |
| 1999      | Tropic All Stars       |
| 2000      | Masters FC             |
| 2001      | SWA Sharks FC          |
| 2002      | Beaches FC             |
| 2002/03   | Caribbean All Stars FC |
| 2003/04   | KPMG United FC         |
| 2004/05   | KPMG United FC         |
| 2005/06   | Cost Right FC          |
| 2006/07   | Beaches FC             |
| 2007/08   | PWC Athletic           |
| 2008/09   | Digi FC                |
| 2009/10   | AFC Academy            |
| 2010/11   | Provopool FC           |
| 2012      | Cheshire Hall FC       |
| 2013      | Cheshire Hall FC       |
| 2014      | AFC Academy            |
| 2014/15   | AFC Academy            |
| 2016      | AFC Academy            |
| 2017      | Beaches FC             |
| 2018      | AFC Academy            |
| 2019      | AFC Academy            |
| 2019-20   | SWA Sharks             |
| 2021-22   | SWA Sharks             |
| 2022-23   | SWA Sharks             |
| 2023-24   | AFC Academy            |
| 2024-25   | SWA Sharks             |

## Títulos por club
| Club                                 | Campeón | Años campeón                                |
| ------------------------------------ | ------- | ------------------------------------------- |
| AFC Academy                          | 7       | 2010, 2014, 2015, 2016, 2018, 2019, 2023-24 |
| SWA Sharks FC                        | 5       | 2001, 2020, 2022, 2022-23, 2024-25          |
| PWC Athletic (Incluye a KPMG United) | 3       | 2004, 2005, 2008                            |
| Beaches FC                           | 3       | 2002, 2007, 2017                            |
| Cheshire Hall FC                     | 2       | 2012, 2013                                  |
| Tropic All Stars                     | 1       | 1999                                        |
| Masters FC                           | 1       | 2000                                        |
| Caribbean All Stars FC               | 1       | 2003                                        |
| Cost Right FC                        | 1       | 2006                                        |
| Digi FC                              | 1       | 2009                                        |
| Provopool FC                         | 1       | 2011                                        |

## Clasificación histórica
Actualizado el 12 de Julio de 2022. En negrita los equipos que juegan en la temporada 2022.
| Pos. | Equipo                 | Pts. | Títulos |
| ---- | ---------------------- | ---- | ------- |
| 1    | SWA Sharks             | 255  | 3       |
| 2    | AFC Academy            | 249  | 6       |
| 3    | Beaches FC             | 223  | 3       |
| 4    | Cheshire Hall          | 154  | 2       |
| 5    | Provopool FC           | 152  | 1       |
| 6    | PWC Athletic FC        | 139  | 3       |
| 7    | Caribbean All Stars FC | 86   | 1       |
| 8    | Blue Hills FC          | 61   | 1       |
| 9    | Full Physic FC         | 56   | 0       |
| 10   | Teachers FC            | 51   | 0       |
| 11   | Rozo FC                | 49   | 0       |
| 12   | Police FC              | 45   | 0       |
| 13   | Academy Eagles FC      | 41   | 0       |
| 14   | AFC National           | 36   | 0       |
| 15   | Cost Right FC          | 36   | 1       |
| 16   | Flamingo FC            | 34   | 0       |
| 17   | Digi FC                | 32   | 1       |
| 18   | RMC Master Hammer FC   | 25   | 0       |
| 19   | Projetech FC           | 24   | 0       |
| 20   | Coxco FC               | 21   | 0       |
| 21   | Provo Haitian Stars FC | 19   | 0       |
| 22   | Allegro FC             | 17   | 0       |
| 23   | Masters FC             | 16   | 1       |
| 24   | Team TCIFA             | 16   | 0       |
| 25   | Tropic All Stars       | 15   | 1       |
| 26   | Flaches Rapides FC     | 13   | 0       |
| 27   | Atlas FC               | 13   | 0       |
| 28   | Pogoe Mahone FC        | 13   | 0       |
| 29   | Barefoot FC            | 12   | 0       |
| 30   | Small World United FC  | 12   | 0       |
| 31   | Caribbean Concrete FC  | 11   | 0       |
| 32   | Academy Falcons FC     | 9    | 0       |
| 33   | Catholic Church FC     | 7    | 0       |
| 34   | Trailblazers FC        | 7    | 0       |
| 35   | Johnston FC            | 6    | 0       |
| 36   | Parrot Cay FC          | 4    | 0       |
| 37   | Sans Complex           | 4    | 0       |
| 38   | HAB FC                 | 4    | 0       |
| 39   | BWIC FC                | 4    | 0       |
| 40   | Caicos Heat FC         | 0    | 0       |
| 41   | Grand Turk United FC   | 0    | 0       |

## Goleadores
| Temporada | Jugador(es)                | Club(s)                      | Goles |
| --------- | -------------------------- | ---------------------------- | ----- |
| 2002/03   | Dady Aristide              | RMC Master Hammer FC         | 12    |
| 2003/04   | Sadrac Mondestine          | KPMG United FC               | 23    |
| 2005/06   | Kirkland Harris            | Cost Right FC                | 21    |
| 2006/07   | Billy Forbes Horace James  | ProvoPool FC Beaches FC      | 11    |
| 2008/09   | Billy Forbes               | AFC Academy                  | 11    |
| 2009/10   | Horace James               | SWA Sharks FC                | 17    |
| 2010/11   | Marco Fenelus              | AFC National                 | 20    |
| 2011/12   | Samuel Narcius Fred Dorvil | Cheshire Hall FC AFC Academy | 11    |
| 2019-20   | Rouby Philius              | Flamingo FC                  | 19    |
| 2023-24   | Brian Gregg                | SWA Sharks                   | 8     |
| 2024-25   | Jean Innocent              | AFC Academy                  | 22    |